# 测量基准
测量基準（英語：datum），是测量的参照点。在大地测量学及测量中，又稱大地原点（英語：geodetic datum），大地原点是一组用来对照测量点的地球坐标，往往与地理测量体系的参考椭球体模型有关。在机械工程方面，测量基准（datum）就是设计或者加工时作为基准或参考的面等，例如基座的底面一般都会加工，可以作为基准面